# Steve Krilanovich
Steve Krilanovich (* 12. Dezember 1909; † Oktober 1967) war ein US-amerikanischer Techniker und Erfinder, der 1956 bei den 28th Annual Academy Awards mit einem Oscar für technische Verdienste ausgezeichnet wurde.
Krilanovich erhielt die Auszeichnung „für einen von ihm konstruierten verbesserten Kamerawagen mit multidirektionaler Lenkung“ („For an improved camera dolly incorporating multi-directional steering“). Bei dem Preis handelt es sich um eine sogenannte Class III-Auszeichnung, da die Preisträger keine Oscar-Statuette (Class I) oder Oscar-Plakette (Class II) erhalten, sondern ein Oscar-Zertifikat. Verlesen wurden ihre Namen von Claire Trevor und Mel Ferrer.
Krilanvich war bereits 1947/1948 an der Entwicklung des Selznick Crab Dolly beteiligt, indem er eine neuartige Radsteuerung entwickelte, die es erstmals erlaubte, alle Räder des Dollys gleichzeitig zu steuern. Der Ursprung dieser Entwicklung findet sich bei den Dreharbeiten zu dem Gerichtsdrama Der Fall Paradin von Alfred Hitchcock. Hitchcock verlangte nach langen Kamerafahrten, in denen die Kamera zuerst einen langen Weg zurücklegen und sich danach umdrehen sollte, um auf den zurückgelegten Weg zu blicken. Das Team rund um Kameramann Lee Garmes, bestehend aus dem Kulissenschieber Morris Rosen und einem Techniker der Selznick Studios, nämlich Steve Krilanovich, löste das Problem durch die Entwicklung einer neuartigen Radsteuerung. Krilanovich fertigte einen Prototyp aus Holz, der die Umsetzung der ästhetischen Anforderungen Hitchcocks ermöglichte. 1950 erweiterte er das Bewegungsrepertoire der damaligen Dollys, indem er seinen Dual Steering Dolly mit einem zusätzlichen „round mode“ ausstattete.
Weitere Erkenntnisse über Krilanovichs berufliche Laufbahn oder Lebensdaten liegen nicht vor. Er wurde nur 57 Jahre alt.